# Aalborgtårnet

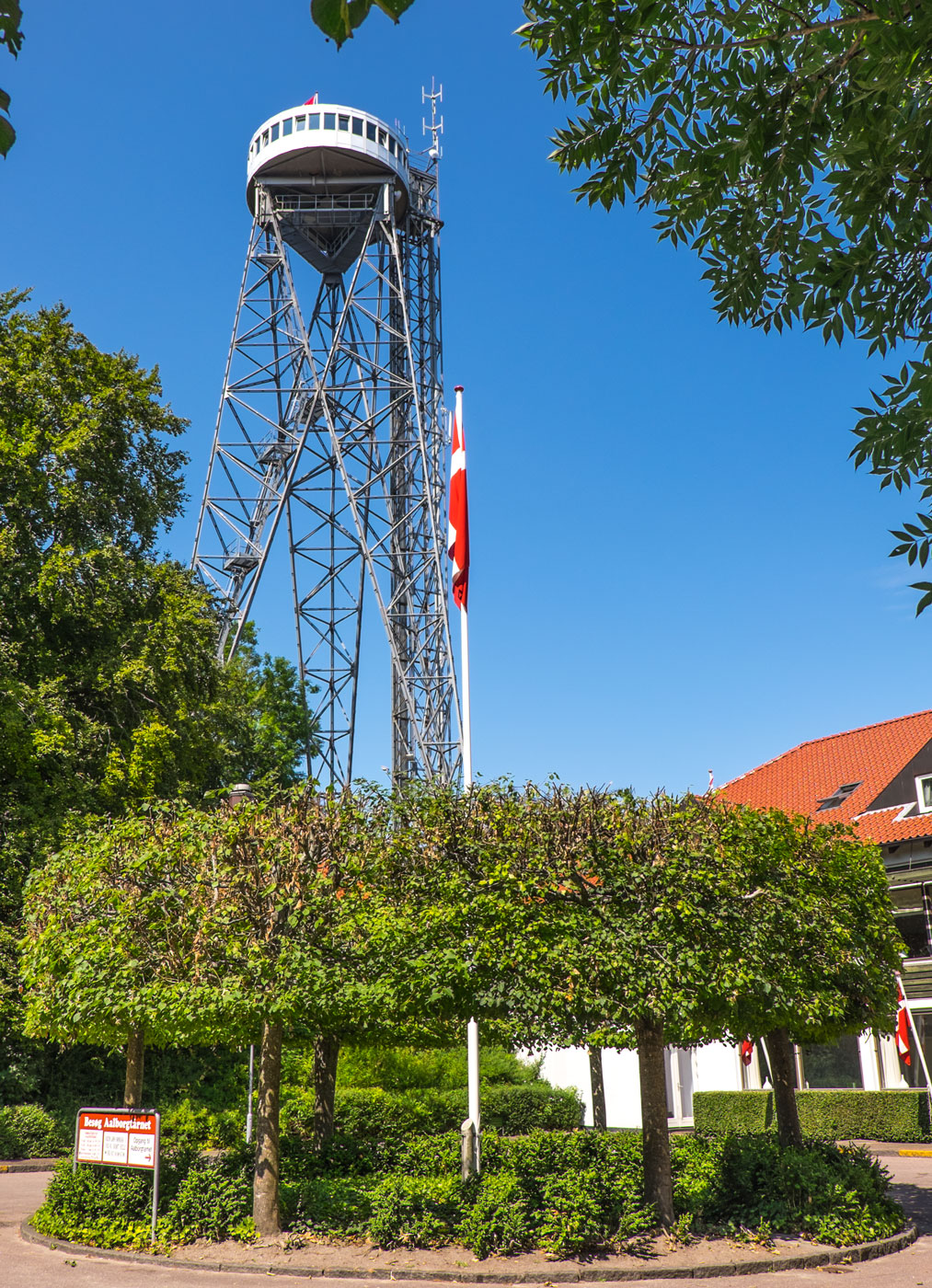
Aalborgtårnet in Aalborg (Dänemark)

Der Aalborgtaarnet (Aalborgtårnet, dänisch tårn: „Turm“) ist ein 1933 aus Anlass der Nordjütland Ausstellung errichteter Aussichtsturm in Aalborg (Dänemark) mit einem Turmrestaurant auf seiner Spitze in 54,9 Meter Höhe über dem Erdboden.
Architekt war der Aalburger Carlo Odgård.
Der Aalborgtarnet ist als Stahlfachwerkturm etwas ungewöhnlicher Bauart ausgeführt worden. Er besteht aus drei Stahlfachwerksäulen, die knapp oberhalb der halben Höhe miteinander verbunden sind.
Im Jahr 2005 wurde der Turm sehr aufwändig renoviert. Das komplette Restaurant wurde mithilfe eines Krans von der Turmkonstruktion heruntergenommen und Teile der Stahlkonstruktion wurden ausgetauscht.